# Henry Hasse
Henry Louis Hasse (geboren am 7. Februar 1913 in Indiana; gestorben am 20. Mai 1977 in Los Angeles) war ein amerikanischer Science-Fiction-Autor.
Henry Hasse war im frühen Fandom der 1930er Jahre gut bekannt. Als Autor veröffentlichte er eine Reihe von Kurzgeschichten, wobei er öfters mit anderen Autoren zusammenarbeitete, darunter mit Emil Petaja, dessen Pseudonym Theodore Pine er gelegentlich auch verwendete.
Mehrere weitere Kollaborationen gab es mit dem jungen Ray Bradbury, dessen erste professionelle Veröffentlichung Pendulum eine Zusammenarbeit mit Hasse war, die im November 1941 in dem Pulp-Magazin Super Science Stories erschien.
Seine bekannteste Geschichte ist die Erzählung He Who Shrank (1936), über einen Mann, der durch Einnahme einer Droge zu schrumpfen beginnt und eine Folge von immer kleineren Mikrowelt-Universen besucht. Die Erzählung wurde in die klassische Anthologie Adventures in Time and Space von Raymond J. Healy und J. Francis McComas und in Isaac Asimovs Before the Golden Age aufgenommen.
Sein 1968 erschienener Roman The Stars Will Wait (1968, deutsch als Die Irrfahrt der Agfalon) ist eine Space Opera.

## Bibliographie
Roman
- The Stars Will Wait (1968)
  - Deutsch: Die Irrfahrt der Agfalon. Übersetzt von Rosemarie Ott. Bastei Lübbe #21042, 1974, ISBN 3-404-09951-6.

Kurzgeschichten
- The End of Tyme (1933, mit A. Fedor)
- The Return of Tyme (1934, mit A. Fedor)
- He Who Shrank (1936)
- The Guardian of the Book (1937)
- A Miracle of Time (1940)
- The Man Who (1940, mit A. Fedor)
- Mission Unknown! (1941)
- Proktols of Neptune (1941)
- The Star of Satan (1941)
- Farewell to Fuzzies (1941)
- Pendulum (1941, mit Ray Bradbury)
- Thief of Mars (1941)
- Out of This World (1942)
- The Missing Day (1942)
- City of the Living Flame (1942)
- Mars Warning (1942)
- Gabriel’s Horn (1943, mit Ray Bradbury)
- Star of Panadur (1943, mit Albert dePina)
- Alcatraz of the Starways (1943, mit Albert dePina)
- The Angular Stone (1943)
- Revenge of the Vera (1943)
- Horror at Vecra (1943)
- Passage to Planet X (1945)
- Final Victim (1946, mit Ray Bradbury)
- Dread-Flame of M’Tonak (1946)
- Final Glory (1947)
- Walls of Acid (1947)
- Trail of the Astrogar (1947)
- Eternal Zemmd Must Die! (1949)
- Tomb of the Seven Taajos (1950)
- Survival (1950)
- Don’t Come to Mars! (1950, mit Emil Petaja)
- The Eyes (1951)
- The Secret of Satellite Seven (1952, mit Emil Petaja, als Theodore Pine)
- One Purple Hope! (1952)
- And Return (1952)
- Three Lines of Old Martian (1953)
- Ultimate Life (1953, mit Albert dePina)
- Subject for Today (1954)
- Via Paradox (1954, mit Albert dePina)
- Clansmen of Fear (1957)
- We’re Friends, Now (1960)
- The Violin String (1961)
- The Beginning (1961)
- The Way to CASm’s Place (1973)
- The Ensorcelled (1975)